# 에네르 발렌시아
에네르 렘베르토 발렌시아 라스트라(스페인어: Enner Remberto Valencia Lastra, 1989년 11월 4일~)는 에콰도르의 축구 선수로 현재 브라질 세리이 A의 SC 인테르나시오나우에서 공격수로 뛰고 있으며 에콰도르 축구 국가대표팀의 A매치 최다 득점자이자 에콰도르 대표팀의 주장이다.

## 수상

### 클럽
CS 에멜레크
- 에콰도르 세리에 A : 우승 (2013), 준우승 (2010, 2011, 2012)

 CF 파추카
- 리가 MX : 준우승 (2014 클라우수라)
- 코파 멕시코 : 4강 (2014 클라우수라)

 티그레스 UANL
- 리가 MX : 우승 (2017 아페르투라, 2019 클라우수라)
- CONCACAF 챔피언스리그 : 준우승 (2019)
- 캄페오네스컵 : 우승 (2018)
- 캄페온 데 캄페오네스 : 준우승 (2019)
- 리그스컵 : 준우승 (2019)

 페네르바흐체 SK
- 튀르키예 쉬페르리그 : 준우승 (2021-22), 3위 (2020-21)

### 개인
- 에콰도르 세리에 A 올해의 선수 : 2013
- 코파 수다메리카나 득점왕 : 2013 (5골)
- 리가 MX 득점왕 : 2014 클라우수라 (12골)
- 리가 MX 베스트 11 : 2017 아페르투라
- CONCACAF 챔피언스리그 득점왕 : 2019 (7골)
- CONCACAF 챔피언스리그 드림팀 : 2019
- 2014년 FIFA 월드컵 맨 오브 더 매치 : vs. 온두라스 (조별리그)